# Bromocicloexano
Bromocicloexano é um composto orgânico de fórmula C6H11Br.